# Дионисије Печерски
Дионисије Печерски, прозвани Шћепа, руски је светитељ. Био је јеромонах манастира Кијевско-печерске лавре.
О преподобном Дионисију говори Кијевско-печерске патерик, о чуду које се десило на Ускрс 1463. године:
"6971 (1463), у манастиру Печерском десио се знак. Када је кнез Семјон Александрович и његов брат принц Михајло, са архимандритом печерским Никола заједно са Дионисијем обилазио печерске пећине, и пошто дође на место које се зове Заједница и окади је и викне: "Свети оци и братије: Христос воскресе!" У том тренутку разлеже се глас из гробова силан као гром: "Ваистину воскресе!"
Према предању, након овог догађаја Дионисије је провео остатак живота као пустињак у печерским пећинама.
Православна црква га прославља 3. октобра по јулијанском календару.